# 美艳杜鹃
美艳杜鹃（学名：Rhododendron pulchroides），为杜鹃花科杜鹃花属下的一个植物种。